# Lista de sismos na Itália
Esta é uma lista inclompleta dos sismos ocorridos na Itália.

## Antes do Século XX
- Sismo de Pompeia de 62
- Terremoto do Friul em 1348

## Século XX
- Sismo da Calábria de 1905
- Terremoto de Messina de 1908
- Sismo do Friul de 1976

## Século XXI
- Sismo de Áquila de 2009
- Sismos na Itália de 2012
- Sismo na Itália de agosto de 2016
- Sismos na Itália de outubro de 2016
- Sismo de Ísquia de 2017